# Luísa Beirão
Luísa Beirão (Sever do Vouga, 29 de Agosto de 1977) é uma modelo portuguesa.

## Biografia
Iniciou a carreira de modelo em 1993, participando nos concursos The Look of the Year e Super Model of the World, e em 1994 ganha o concurso da revista Cosmopolitan. Luísa queria seguir a área de Educação Física mas a Matemática, a Física e a Química dissuadiram-na. Abandonou os estudos e dedicou-se totalmente à moda. Depois de participar em vários desfiles internacionais, atinge a notoriedade ao ser escolhida, em 1997, como a Tommy Girl portuguesa.
Fez parte da girl band Antilook, mas não se identificou com o projecto musical.
Em Junho de 1999, casou-se com o jogador de futebol Miguel Pedrosa, de quem se divorcia em Março de 2011. Em 2012, um ano depois de se ter divorciado do pai dos seus filhos, Miguel Pedrosa, com quem foi casada 11 anos, a ex-manequim moveu um processo contra o ex-futebolista, acusando-o de violência doméstica e exigindo-lhe uma indemnização de 20 mil euros. Na altura, Luísa revelou que as agressões (empurrões, puxões de cabelo, estalos e pontapés) começaram em 2006 e se prolongaram até ao final do casamento. Os factos não foram provados e Miguel Pedrosa acabou por ser absolvido.
Mais tarde, Luísa refez a sua vida amorosa ao lado de Filipe Gomes, mas o namoro de três anos terminou com a manequim a interpor uma providência cautelar que impedia o empresário de se aproximar e si e dos filhos.
Em Abril de 2008, foi mãe pela primeira vez de uma menina chamada Isabel. Em Setembro de 2010 vai ser mãe pela segunda vez, fruto da sua relação com o ex-futebolista Miguel Pedrosa.
Foi eleita como imagem de marca da Coca-Cola para o Verão, surgindo num anúncio filmado em Setúbal.